# Lonchorhina
Genre
Lonchorhina est un genre de chauves-souris de la famille des Phyllostomidae.

## Liste des espèces
Selon Catalogue of Life (7 août 2017) :
- Lonchorhina aurita Tomes, 1863
- Lonchorhina fernandezi Ochoa & Ibáñez, 1982
- Lonchorhina inusitata Handley & Ochoa, 1997
- Lonchorhina marinkellei Hernández-Camacho & Cadena-G., 1978
- Lonchorhina orinocensis Linares & Ojasti, 1971